# Berem (Nganha)
Berem (ou Berem Gop) est un village de la commune de Nganha située dans la Région de l'Adamaoua et le département de la Vina au Cameroun.

## Population
En 1967, Berem comptait 579 habitants, principalement des Dourou. Cependant, lors du recensement de 2005, on y a dénombré 664 habitants dont 301 de sexe masculin et 363 de sexe féminin, tandis que les diagnostics du Plan communal de développement (PCD) de la commune de Nganha, réalisé en 2013, ont permis de recenser 854 personnes dont 387 de sexe masculin et 467 de sexe féminin.

## Climat
Nganha bénéficie d'un climat tropical avec une température moyenne de 23,62 °C. Le mois de mars est le plus chaud de l'année avec une température moyenne de 24,6 °C tandis que janvier est le mois le plus froid avec une température moyenne de 21,5°. Cependant, cette température peut diminuer jusqu'à atteindre 12,8 °C en décembre, comme elle peut s'élever à 31,5° en février.
Concernant les précipitations, on note une variation de 291 mm tout au long de l'année entre 221 mm en août et 0 mm en décembre.

## Projets sociaux et économiques
Le Plan communal de développement de 2013 a mis en place plusieurs projets pour améliorer les conditions de vie des habitants. Ces projets visent le développement au niveau de l'infrastructure, l'agriculture, l'industrie animale, l'éducation, la santé publique et d'autres secteurs. Ces projets impliquaient tous les villages de la commune de Nganha, et notamment Berem.

### Projets sociaux
Il y avait 5 projets prioritaires dont le coût estimatif total de 87 000 000 Francs CFA. Trois parmi ces projets se focalisaient sur l'éducation : la construction d'un bloc de deux salles de classe à EP de Berem Gop, la construction d'un bloc de deux salles de classe et d’un bloc administratif au lycée de Berem Gop. On a aussi programmé la construction et l'équipement d'un poste agricole ainsi que la construction d'un forage.

### Projets économiques
Sur le plan économique, on a planifié l'étude de faisabilité en vue de l'électrification du village, la création d'un champ fourrager de 4 ha ainsi que la construction d'un hangar marché. Ces projets devraient coûter dans les 26 500 000 Francs CFA.